# Gymnasium Velbert-Langenberg
Das Gymnasium Velbert-Langenberg (auch Gymnasium Langenberg) ist eines von drei Gymnasien der Stadt Velbert und neben der Villa Wewersbusch die einzige öffentliche weiterführende Schule im Ortsteil Langenberg. Sie gehört zu den ältesten höheren Schulen im Rheinland und mit zwischen 600 und 700 Schülern zu den kleineren Gymnasien des Landes.

## Geschichte

Das Schulgebäude der Lateinschule von 1732

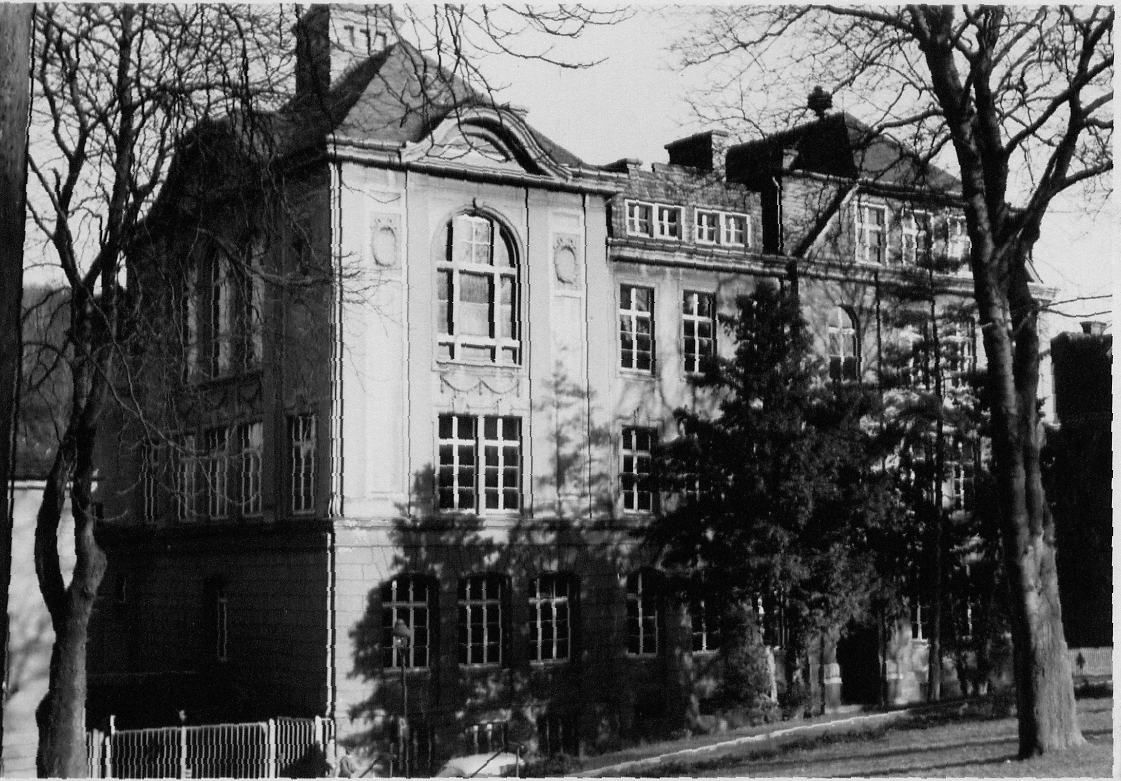
Der erweiterte Neubau des Gymnasiums 1912

Im Jahr 1711 vermachte der Lübecker Gewürzhändler Jürgen Dahlmann der Gemeinde Langenberg, aus der er stammte, ein Kapital von 800 Reichstalern, von dessen Zinsen eine Lateinschule unterhalten werden sollte. Das Dorf hatte damals kaum 1000 Einwohner.
Erst 1871, Langenberg war längst Stadt, wurde ein neues Schulhaus eingeweiht; im Jahr 1878 hatte die „Höhere Bürgerschule“ fünf Klassenstufen und fünf Lehrer. Sie wurde dreißig Jahre später um eine Oberstufe erweitert und in ein Reformgymnasium umgewandelt, mit Französisch als erster, Lateinisch als zweiter und Englisch als dritter Fremdsprache. 1911 legten die ersten dreizehn Abiturienten ihre Reifeprüfung ab, genau 200 Jahre nach der Gründung der Schule.
1912 wurde das Schulgebäude um Aula, Zeichensaal und ein drittes Obergeschoss erweitert. Während des Ersten Weltkriegs war das Haus zeitweilig Lazarett, der Unterricht fiel aus und man nahm ihn erst nach dem Krieg wieder auf.
Im Januar 1967 beschloss der Rat der damals noch selbstständigen Stadt Langenberg den Neubau des Gymnasiums. Der Neubau im Nizzatal wurde am 8. Mai 1970 eingeweiht. In den 1980er Jahren stiegen die Schülerzahlen auf über 1000 an, so dass ein zusätzlicher Anbau mit sechs Klassenräumen notwendig wurde. Im Jahr 1983 bestand die Schule hundert Jahre in städtischer Trägerschaft.
Auch Kinder aus den benachbarten Gemeinden besuchen die Schule, die nun – nach der 1975 erfolgten kommunalen Neugliederung – Städtisches Gymnasium Velbert-Langenberg heißt.

## Ausstattung

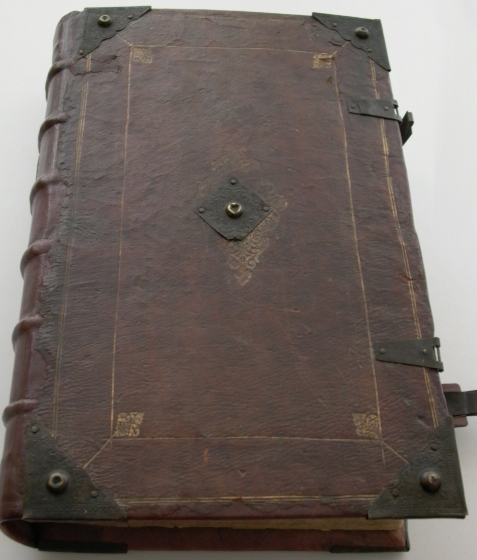
Die Lutherbibel von 1667

Die Schule verfügt unter anderem über eine bühnentechnische Ausstattung für Theater- und Konzertaufführungen, die ebenso von anderen Schulen und Organisationen mit benutzt werden kann. 
Außerdem besitzt das Gymnasium ein Schularchiv unter anderem mit einer Sammlung historischer Drucke. Darunter vertreten sind eine Lutherbibel aus dem Jahr 1667, eine Ausgabe der Erbaulichen Betrachtungen des Kaisers Marcus Aurelius Antonius in einer Übersetzung aus dem Jahr 1727 und eine Introductio in Universam Geographiam (Einführung in die allgemeine Geographie) von Philippus Cluverius aus dem Jahr 1686. Das Schularchiv wurde ab 2009 vom Schulpfarrer Frank Overhoff erschlossen, der Findbücher erstellte.